# Clifton (Newfoundland en Labrador)
Clifton is een plaats in de Canadese provincie Newfoundland en Labrador. De plaats bevindt zich aan de oostkust van het eiland Newfoundland en maakt deel uit van het local service district Burgoynes Cove.

## Geschiedenis
De gemeentevrije plaats kreeg in 1989 voor het eerst beperkt lokaal bestuur door de oprichting van het local service district (LSD) Burgoynes Cove. In 1991 telde de plaats 66 inwoners. In 1996 was de bevolkingsomvang gedaald naar 45 inwoners.

## Geografie
Clifton bevindt zich aan de noordelijke oever van de Smith Sound, de zeearm die Newfoundland van Random Island scheidt. De plaats is gelegen aan provinciale route 232. Ze ligt net ten noorden van het eveneens tot het LSD behorende New Burnt Cove en ligt in westelijke richting op een rijafstand van 7,5 km van Waterville.